# Клинское викариатство
Кли́нское викариа́тство — викариатство Московской епархии.

## История
В начале 1920-х годов патриарх Тихон на случай ареста или даже гибели правящего архиерея в каждой епархии благословил поставление викарных епископов даже в тех городах, где их раньше не было. Так появилась архиерейская кафедра в подмосковном Клину, учреждённая в 1921 году как викариатство Московской епархии. Викарии жили в Клину. В конце 1920-х годов прекратило существование.
20 июля 1990 года викариатство было возрождено, но стало титулярным, так как занимавший эту кафедру в 1990—1992 годы епископ Макарий (Свистун) служил в США и Канаде, а сменивший его на кафедре архиепископ Лонгин (Талыпин) служил в Германии.

## Епископы
- 20 ноября 1921—1922 — Иннокентий (Летяев)  уклонился в обновленчество
- 16 сентября 1923—1928 (? — Гавриил (Красновский) ) примкнул к иосифлянам
- 20 июля 1990 — 19 февраля 1992 — Макарий (Свистун)
- 23 декабря 1992 — 25 августа 2014 — Лонгин (Талыпин)
- 21 апреля 2019 — 24 сентября 2021 — Стефан (Привалов)
- 24 сентября — 15 октября 2021 — Леонид (Горбачёв)
- 29 декабря 2021 — 27 декабря 2023— Леонид (Горбачёв)